# Yverdon Sport FC
Der Yverdon Sport FC ist ein Schweizer Fussballclub aus Yverdon-les-Bains im Kanton Waadt. Der Verein spielt seit der Saison 2023/24 in der Super League, der höchsten Schweizer Spielklasse.

## Geschichte

Altes Logo

Der Klub wurde am 1. Juli 1948 durch eine Fusion des FC Yverdon (gegründet 1897), des FC Concordia und des Clubs White Star gegründet und spielt im Stade Municipal.
Der Fussballverein aus der französischsprachigen Schweiz stieg im Jahr 2005 das dritte Mal in die höchste Schweizer Liga, die Super League, auf. Die Waadtländer gewannen die Meisterschaft in der Challenge League und waren somit für den Aufstieg in die höchste Schweizer Liga qualifiziert. Das war der 3. Aufstieg nach 1993 und 1999.
Aufgrund der dort höheren Fernsehgelder und besseren Verdienstmöglichkeiten im Marketingbereich plante der Verein für die Saison 2005/06 mit einem Budget von 3,4 bis 4 Millionen Franken. Die Mannschaft stieg aber nach nur einer Saison 2006 wieder ab.
In der Saison 2016/2017 gelang es als 1. Liga Meister in die Promotion League aufzusteigen. 2021 folgte dann der Aufstieg in die Challenge League. In der Saison 2022/23 gelang als Meister erneut der Aufstieg in die Super League. Die Teilnahme in der höchsten Spielklasse war aber mangels Stadion, das den Anforderungen der Super League genügte, lang unsicher. Die ersten Spiele der Saison bis zum Umbau des Stade Municipal wurden in der Maladière in Neuenburg als Geisterspiele ausgetragen – kein Kanton war bereit, die Sicherheitskosten für Spiele mit Publikum zu tragen.

## Kader der Saison 2024/25
Stand: 31. Mai 2025
| Nr.          | Nat.                                 | Spieler             | Im Verein seit | Letzter Verein              |
| Torhüter     | Torhüter                             | Torhüter            | Torhüter       | Torhüter                    |
| ------------ | ------------------------------------ | ------------------- | -------------- | --------------------------- |
| 16           | Schweiz                              | Maxime Rouiller     |                | eigene Jugend               |
| 22           | Schweiz                              | Kevin Martin        | 2018           | FC Lausanne-Sport           |
| 40           | Frankreich                           | Paul Bernardoni     | 2024           | Konyaspor                   |
| Verteidigung |                                      |                     |                |                             |
| 02           | Benin Elfenbeinküste                 | Mohamed Tijani      | 2023           | Viktoria Pilsen             |
| 03           | Serbien                              | Dimitrije Kamenović | 2024           | Lazio Rom                   |
| 04           | Senegal                              | Djibril Diop        | 2024           | Viking FK                   |
| 06           | Frankreich                           | William Le Pogam    | 2020           | FC Stade Lausanne-Ouchy     |
| 12           | Italien                              | Cristiano Piccini   | 2025           | Atlético San Luis           |
| 18           | Norwegen                             | Vegard Konsgro      | 2025           | Ham-Kam                     |
| 24           | Frankreich Elfenbeinküste            | Jason Gnakpa        | 2024           | LB Châteauroux              |
| 25           | Portugal Schweiz                     | Christian Marques   | 2023           | Wolverhampton Wanderers U21 |
| 32           | Schweiz                              | Anthony Sauthier    | 2022           | Servette FC                 |
| 87           | Schweiz Portugal                     | Gonçalo Esteves     | 2024           | Udinese Calcio              |
| Mittelfeld   |                                      |                     |                |                             |
| 05           | Norwegen                             | Magnus Grødem       | 2024           | Molde FK                    |
| 08           | Polen                                | Mateusz Legowski    | 2024           | US Salernitana              |
| 10           | Bolivien Schweiz                     | Boris Céspedes      | 2023           | Servette FC                 |
| 15           | Paraguay                             | Cristian Nuñez      | 2025           | CA Banfield                 |
| 19           | Schweiz Italien                      | Antonio Marchesano  | 2025           | FC Zürich                   |
| 28           | Frankreich Mali                      | Moussa Baradji      | 2024           | FC Legnago Salus            |
| 37           | Frankreich Guinea-a                  | Fode Sylla          | 2024           | RC Lens                     |
| 70           | Schweiz Kosovo                       | Dion Kacuri         | 2024           | FC Basel                    |
| Stürmer      |                                      |                     |                |                             |
| 07           | Guinea-Bissau Portugal               | Mauro Rodrigues     | 2022           | FC Sion                     |
| 09           | Frankreich Elfenbeinküste            | Marley Aké          | 2024           | Juventus Turin              |
| 11           | Belgien Kongo Demokratische Republik | Mitchy Ntelo        | 2024           | Lokomotive Plovdiv          |
| 20           | Portugal Sao Tome und Principe       | Ronaldo Tavares     | 2025           | CF Estrela Amadora          |
| 21           | Frankreich Elfenbeinküste            | Hugo Komano         | 2024           | Pirin Blagoevgrad           |
| 27           | Deutschland Turkei                   | Varol Tasar         | 2023           | FC Luzern                   |
| 77           | Schweiz Bosnien und Herzegowina      | Ahmedin Avdic       | 2022           | FC Stade Lausanne-Ouchy     |

## Frauenfussball
Das Frauenteam des Vereins spielte seit der Saison 2006/07 in der höchsten Spielklasse, der Nationalliga A, und konnte sich dort erfolgreich etablieren. Es hat sich 2007 abgespalten als eigenständiger Verein FC Yverdon Féminin. In der Saison 2009/10 gewann dieser den Schweizer Cup Frauen als erstes Team aus der Romandie seit 1977.

## Ehemalige Spieler/Trainer
Ehemalige Spieler und Trainer sind in der Kategorie:Person (Yverdon Sport FC) zu finden.